# 儒藏
《儒藏》是中华人民共和国一项重大的文化学术项目，预计耗资1.5亿元，其目标是将中国历史上重要的儒家经典进行系统地整理与汇编，相当于道家的《道藏》、佛教的《大藏经》。该项目于2003年正式启动，计划于2025年全部完成。

## 历史
中国历史上自宋朝以来历代都编有佛藏与道藏，但从未编过儒藏。虽然明清时曾有学者提出过要编纂儒藏，但最终都未能实行。1989年，汤一介重新提出了《儒藏》编纂的想法。2002年汤一介向北京大学正式提出这一设想，并于2003年得到教育部的正式批准。汤一介出任《儒藏》工程首席专家，季羡林任名誉总编纂。
2004年，北京大学《儒藏》编纂中心成立，以负责工程的组织实施。同时，《儒藏》精华编列入国家社会科学基金重大项目。
2006年，《儒藏》精华编编纂委员会成立，以季羡林为名誉总编纂，汤一介、庞朴、孙钦善、安平秋为总编纂。
2014年，《儒藏》精华编出版满百册。

## 内容
《儒藏》的编纂分为两步，包括《儒藏》精华编（含《儒藏总目》）与《儒藏》全本。
《儒藏》精华编收录中国历史上最具代表性的儒家典籍500余种，以及韩国、日本、越南的150余种汉文儒学文献，共约2.3亿字、339册，计划于2018年至2019年完成。目前已出版百餘册。
《儒藏》全本则计划收录历史上3000余种重要儒家文献，约10亿字，预计于2025年完成。